# Simona Frapporti

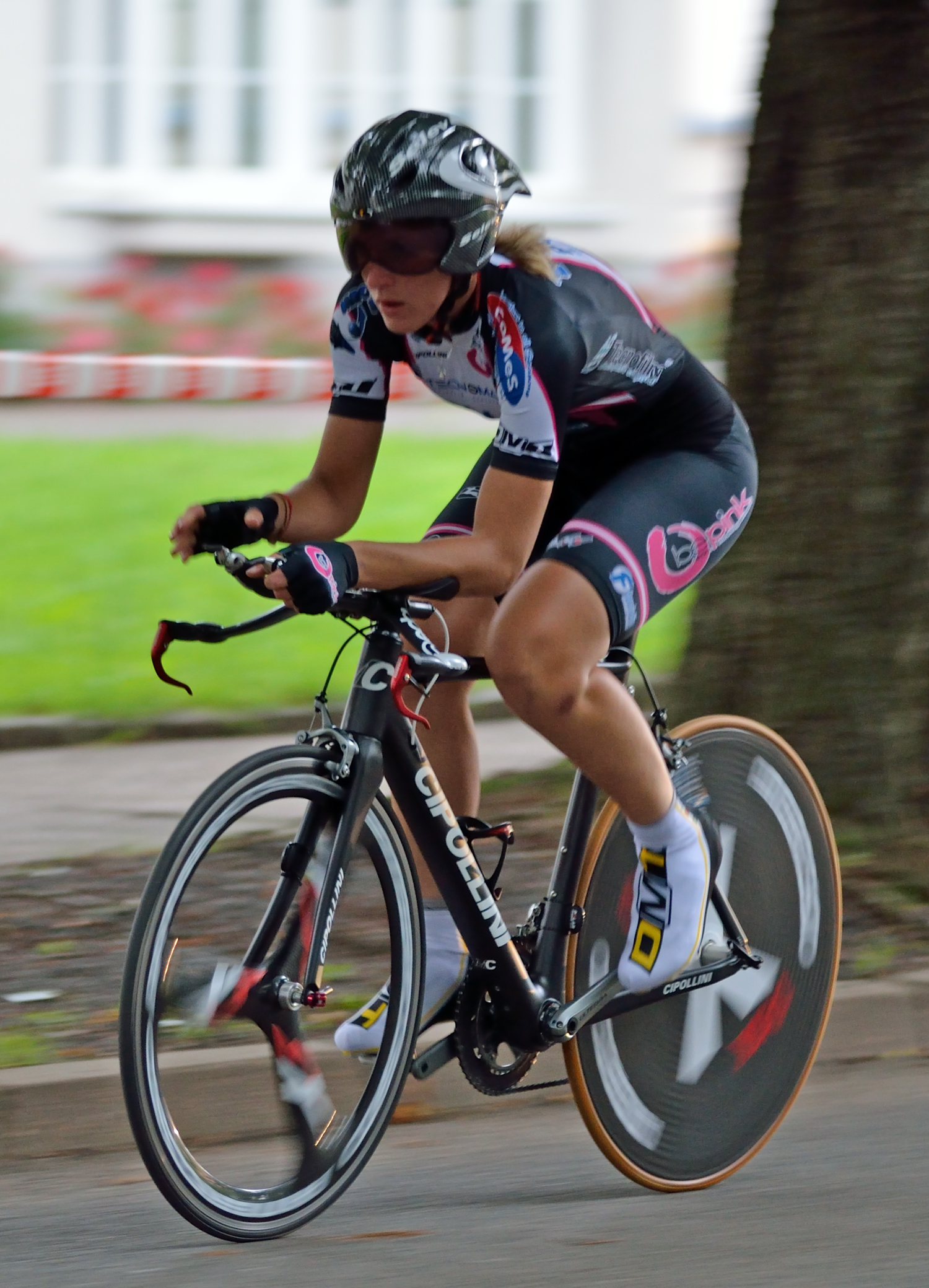
In de Ronde van Thüringen 2012.

Simona Frapporti (Gavardo, 14 juli 1988) is een Italiaanse voormalige baan- en wegwielrenster. Met haar ploeg Astana-BePink won ze in 2014 brons tijdens het Wereldkampioenschap ploegentijdrit in het Spaanse Ponferrada. Op de baan werd ze in verschillende disciplines meerdere keren Italiaans kampioene.
Frapporti reed voor Italiaanse ploegen als Top Girls Fassa Bortolo, BePink, Alé Cipollini en van 2016 tot en met 2018 voor het Noorse Hitec Products. Ze maakt, net als Elena Cecchini en Marta Bastianelli, deel uit van de sportselectie Fiamme Azzurre van de penitentiaire politie van Italië. Haar broers Marco en Mattia zijn ook wielrenner.

## Palmares

### Baan
| Jaar | IK | WK                   | Overig                         |
| ---- | --- | -------------------- | ------------------------------ |
| 2011 | Individuele achtervolging · Ploegenachtervolging · (met Silvia Valsecchi en Gloria Presti)                                                                   |                      |                                |
| 2012 | Teamsprint · Individuele achtervolging (met Giulia Donato)                                                                                                   |                      |                                |
| 2013 | Teamsprint (met Silvia Valsecchi) |                      | Zesdaagse van Rose: · Omnium   |
| 2014 | 500m tijdrit · Omnium |                      |                                |
| 2015 | Omnium · Puntenkoers · Teamsprint (met Maila Andreotti) · Ploegenachtervolging (met Marta Bastianelli, Elena Cecchini, Tatiana Guderzo en Marta Tagliaferro) |                      | Driedaagse van Aigle: · Omnium |
| 2016 | Scratch |                      |                                |
| 2018 | | Ploegenachtervolging |                                |

### Weg
2012
4e etappe La Route de France
2013
1e etappe (TTT) met BePink
2014
 WK Ploegentijdrit met Astana-BePink
2020
4e etappe Tour Down Under
Algisi · Bartelloni · Berlato · Cauz · Confalonieri · Cucinotta · Faure · Fernandes · Fidanza · Frapporti · Jasińska · Muccioli · Olds · Oliveira · Rossato · Tagliaferro
Andersen · Becker · Bjørnsrud · Frapporti · Gotaas Johnsen · Guderzo · Gunvaldsen · Hatteland Lima · Heine · Kitchen · Leth · Lorvik · Moberg · Thorsen · Wild
Aalerud · Andersen · Becker · Bjørnsrud · Frapporti · Gaskjenn · Gotaas Johnsen · Hatteland Lima · Heine · Hoeksma · Kessler · Moberg · Thorsen
Andersen · Becker · Frapporti · Gaskjenn · Guderzo · Gulliksen · Heine · Kessler · Lorvik · Moe · Møllebro · Solvang · Thorsen